# Петерман, Виктор
Виктор «Вики» Петерман (нем. Viktor Petermann; 26 мая 1916, Вейпрти — 19 мая 2001, Фрайбург) — немецкий летчик-истребитель, ас второй мировой войны, одержавший в 550-и боевых вылетах 64 воздушные победы, все одержанные на восточном фронте. Кавалер рыцарского креста.

## Биография
Родился 26 мая 1916 года в Вейпрте в Судетских горах. К концу 30-х годов он начал учиться на инженера: но прервал учёбу, когда Судеты были аннексированы рейхом, и создан Протекторат Богемии и Моравии. До войны он являлся активным летающим планеристом. По профессии работал на большой текстильной фабрике.
30 июля 1939 году он начал службу в люфтваффе и был отправлен в район управления Fliegerausbildung 53, базирующийся в Штраубинге в Восточной Пруссии. После шестимесячной базовой военной подготовки и двух последующих месяцев, в ходе которых изучал общие аэронавигационные предметы, он начал лётную подготовку. В период с апреля 1940 года по март 1941 года он учился в лётных школах в Хальберштадте, Бромберге и Ютерборге. 1 апреля 1941 года Петерманн был переведен в Jagdfliegerschule 3, базирующийся в Мэркише (Märkisch). Несколько недель спустя он был переведен в Jagdgruppe Дронхейм (Drontheim) для оперативной подготовки. В октябре 1941 года был переведен в 2./Ergänzungsgruppe/JG52. После длительного обучения, которое продолжалось до середины 1942 года, он, наконец, оказался на фронте.
15 июня 1942 года унтер-офицер Виктор Петерман стал пилотом 6./JG52, сражающейся над побережьем Азовского моря. Всего две недели спустя, 30 июня 1942 года, летая в составе штабной эскадрильи эскадры, Петерман, в ходе 22 боевого вылета, одержал свою первую воздушную победу, сбив советский истребитель ЛаГГ-3, возле Волоконовки. На следующее утро он добился нового успеха, сбив МиГ-1.
Последующие несколько месяцев Петерман провел действуя в качестве ведомого командира эскадры майора Герберта Илефельда, а после его ранения, ведомого и. о. командира эскадры, командира JG77 майора Гордона Голлоба. В бою 15 августа, управляя Bf.109G-2 (W.Nr. 14 186) он столкнулся в воздухе с советским истребителем И-153. Несмотря на полученные тяжелые повреждения самолёта Петерману удалось преодолеть более ста километров и добраться до базы, в Минеральных Водах, где он совершил посадку на брюхо. К концу 1942 года на счету Петермана числилось 6 побед.
С начала марта 1943 года фельдфебель Петерман служил в 5./JG52. Утром 11 марта он одержал десятую победу, сбив И-16. Счет Петермана стал быстро расти. Ранним утром 23 апреля, сбив в одном бою два Як-1, он достиг рубежа в 20 победю Днем 4 мая Петерман преодолел планку в 30 побед, сбив в одном вылете Як-1 и ЛаГГ-3. Всего же в мае он одержал 18 побед в ходе воздушных боев на Кубани, включая свою 40-ю победу, одержанную 27 мая, сбив Р-39.
Кроме того, в течение весны Петерман выполнил множество вылетов на штурмовку наземных целей, в ходе которых уничтожил около 100 автомобилей. Петерман так же являлся специалистом в штурмовых атаках на советские малые суда. В ходе вылета рано утром 6 июня он потопил советский мотобот и вынудил второй сесть на мель. В тот же день, в сопровождении унтер-офицера Петера Дютмана (152 победы) Петерман совершил вылет над северным фронтом Кубанского плацдарма в поддержку армейских войск. В воздушном бою с советскими самолётами его Bf.109G-4 (W.Nr.19 257) получил повреждения масляного радиатора и Петерман был вынужден совершить аварийную посадку за линией фронта. Он успешно избежал пленения и вернулся в свое подразделение спустя три дня. Попав в госпиталь с обезвоживанием и истощением, он был выписан из него 20 июля, успев получить 1 июля звание лейтенанта, а 16 июля германский крест в золоте (Deutsches Kreuz in Gold).
Уже 26 июля Петерман заявил о своей 50-й победе. 9 сентября 1943 года он получил «Кубок Почета» (Ehrenpokal).
10 сентября 1943 года Петерман был переведен в 6./JG52, которой командовал обер-лейтенант Гельмут Липферт (203 победы). 25 сентября 1943 года, он одержал свое самое большое личное достижение: в течение 23 минутного боя он сбил Як-1 и три Ил-2, ставшие его 53-й — 56-й победами (или 56-59-я). К концу сентября 1943 года он сбил ещё четыре советских самолёта.
Его победная серия прервалась 1 октября 1943 года. Петерман участвовал в эскорте 40 бомбардировщиков He 111. На обратном пути, пролетая над передовой, его Messerschmitt Bf.109G-6 (W.Nr.15851) «желтая 3» был ошибочно поражён зенитным огнём немецкой батареи. Петерман получил тяжёлые ранения запястья левой руки и левой ноги. Когда двигатель его самолёта загорелся, он решил выпрыгнуть, но обнаружил, что его парашют также был повреждён. Петерману удалось сесть на брюхо на нейтральной полосе между передовыми линиями, где он был спасён немецкими войсками и госпитализирован. Врачи полевого госпиталя были вынуждены ампутировать ему левую кисть и часть предплечья почти до локтя. Кроме того, он потерял четвёртый палец левой ноги. В больнице он был награждён Рыцарским крестом 29 февраля 1944 года за свои 60 одержанных побед.
Петерман вернулся на службу 15 мая 1944 года в качестве члена «Kriegswissenschaftliche Abteilung der Luftwaffe» (секция Люфтваффе военного исследования). Однако через пару месяцев, 22 июля, ему удалось получить назначение на фронт. Он вернулся в JG52 и был назначен в состав штабной эскадрильи III./JG52, в составе которой 24 сентября 1944 года он впервые совершил вылет на Bf.109 с момента своего ранения. Его искусственная рука была адаптирована для управления рычагом дроссельной заслонки, а также рычагами закрылков и триммера.
7 января 1945 года Петерман был назначен командиром 10./JG52. В марте 1945 года он сбил четыре советских самолёта.
С 31 марта по 10 апреля 1945 года он прошёл переобучение на истребителе Me.262 в составе JG7. 11 апреля Петерман вернулся в состав Stab/JG52 (по другим данным 10./JG52), расквартированный в Швейднице. 1 мая он получил звание обер-лейтенанта. Его последний, 550-й боевой вылет состоялся 5 мая 1945 года.
Петерман попал в американский плен 8 мая в Дойче Броды, в Чехословакии. Вместе с товарищами его передали советским войскам спустя несколько дней. Не имея возможности работать физически, он был освобождён из плена 26 июля 1945 года и отправлен в советскую оккупационную зону.
После войны Петерман стал заниматься фермерским хозяйством в бывшей Восточной Германии. С 1954 года он работал инженером, став техническим советником крупнейшего производителя сельскохозяйственной техники в Восточной Германии. После выхода на пенсию Петерман проживал во Фрайбурге до самой смерти 19 мая 2001 года.
Всего в ходе войны он совершил 550 вылетов, одержав 64 подтверждённые победы над советскими самолётами. Ещё шесть побед не были подтверждены.